# Another Man's Wife (film, 1913)
Another Man's Wife est un film muet américain réalisé par Allan Dwan et sorti en 1913.

## Fiche technique
- Titre : Another Man's Wife
- Réalisation : Allan Dwan
- Genre : Film dramatique
- Production : American Film Company
- Distribution : Mutual Film
- Dates de sortie : 
  - États-Unis : 6 janvier 1913

## Distribution
- J. Warren Kerrigan : Jack Stanton
- Charlotte Burton : Jennie Wilton
- Jack Richardson : Orris Austin
- Jessalyn Van Trump : Mrs Austin